# Cantón de Mouthe
El cantón de Mouthe era una división administrativa francesa, que estaba situada en el departamento de Doubs y la región de Franco Condado.

## Composición
El cantón estaba formado por veintitrés comunas:
- Bonnevaux
- Brey-et-Maison-du-Bois
- Chapelle-des-Bois
- Châtelblanc
- Chaux-Neuve
- Fourcatier-et-Maison-Neuve
- Gellin
- Jougne
- Labergement-Sainte-Marie
- Le Crouzet
- Les Pontets
- Les Villedieu
- Longevilles-Mont-d'Or
- Métabief
- Mouthe
- Petite-Chaux
- Reculfoz
- Remoray-Boujeons
- Rochejean
- Rondefontaine
- Saint-Antoine
- Sarrageois
- Vaux-et-Chantegrue

## Supresión del cantón de Mouthe
En aplicación del Decreto nº 2014-240 de 25 de febrero de 2014, el cantón de Mouthe fue suprimido el 22 de marzo de 2015 y sus 23 comunas pasaron a formar parte del nuevo cantón de Frasne.